# 2017-es holland általános választás
A 2017-es holland általános választásokat március 15-én tartották. A szavazást a képviselőház 150 tagjának a megválasztására írták ki.

## Előzetes eredmények
Az előzetes eredmények alapján Mark Rutte miniszterelnök pártja, a konzervatív Szabadság és Demokrácia Néppártja (VVD) végzett az élen, 21,3%-os eredménnyel, 33 mandátumot szerezve (8-cal kevesebbet, mint az előző választáson). A második Geert Wilders Szabadságpártja lett, 13,1%-os eredménnyel, mandátumait 5-tel 20-ra növelve. A harmadik a Kereszténydemokrata Tömörülés, amely 2003 óta először nem vesztett mandátumokat: 13 helyett 19 képviselői helyet szerzett, 12,5%-os eredménnyel. Csaknem ugyanilyen arányt, 12%-ot értek el a szociálliberális 66-os Demokraták, ami szintén 19 mandátumra volt elég, héttel többre, mint korábban.

## Háttér
A 2017-ig kormányzó jelenlegi kormányzó koalíció viszonylagos politikai stabilitást jelentett egy olyan tízéves időszak (2002-2012) után, amikor egy kormány se tudta kitölteni négyéves mandátumát Hollandiában. A 2012-es választásokon a Munkáspárt (Hollandia) (PvdA) és a konzervatív Szabadság és Demokrácia Néppártja (VVD) fej-fej mellett végzett. A két párt, amelyeknek együttesen abszolút többsége volt a törvényhozásban, koalíciós kormányt alakított. A miniszterelnök a VVD-s Mark Rutte lett.
A Kereszténydemokrata Tömörülés (CDA), amely a VVD oldalán részt vett a korábbi kormányban, nem kapott helyet a 2012-től regnáló kormánykoalícióban. Geert Wilders Szabadságpártja, amely 2010 és 2012 között kívülről támogatta Rutte akkori kisebbségi kormányát, a második Rutte-kormány alatt ellenzékben volt. A Szenátusban a második Rutte-kormánynak nem volt többsége, így ott kisebb pártok támogatására szorult: a 66-os Demokratákéra, a Keresztény Unióéra és a Református Politikai Pártéra.

## A holland választási rendszer
A Képviselőház a Staten-Generaal, a holland parlament alsóháza (hollandul Tweede Kamer, szó szerint "második kamara"). Az ország egyetlen választókerületet képez, ebben választják meg a képviselőház mind a 150 tagját, az arányos képviselet elve alapján. Ennek értelmében kizárólag pártlistákra lehet szavazni, aminek az élén a listavezető (lijsttrekker) van, aki rendszerint az adott párt elnöke vagy miniszterelnök-jelöltje szokott lenni.
A holland Általános Hírszerző és Biztonsági Szolgálat ((AIVD)) jelentései szerint a Fancy Bear és a Cozy Bear nevű orosz hekker csoportok számos kísérletet tettek, hogy betörjenek holland minisztériumok - köztük a kormányzati tervezésért felelős Általános Ügyek Minisztériuma (Ministerie van Algemene Zaken; AZ)) - számítógép rendszereibe és titkos kormányzati dokumentumokhoz jussanak.. Emiatt Ronald Plasterk belügyminiszter korábban bejelentette, hogy a választási eredmények a szavazatok kézi számlálásával fognak majd születni., ezt a döntést azonban később visszavonták. A "gyorsszámlálás" előzetes eredményeit már március 15-én közzéteszik, de a hivatalos eredményt csak március 21-én jelentik be, közép-európai idő szerint 16 órakor.
A képviselőházi mandátumokért 28 párt versenyez, és nincsen bejutási küszöb. A holland választók száma mintegy 13 millió.

## Választási kampányok
- Kivinni Hollandiát a válságból- Rendesen tenni a dolgunkat (A kijelölt válasz: Teljesen normális): Szabadság és Demokrácia Néppártja

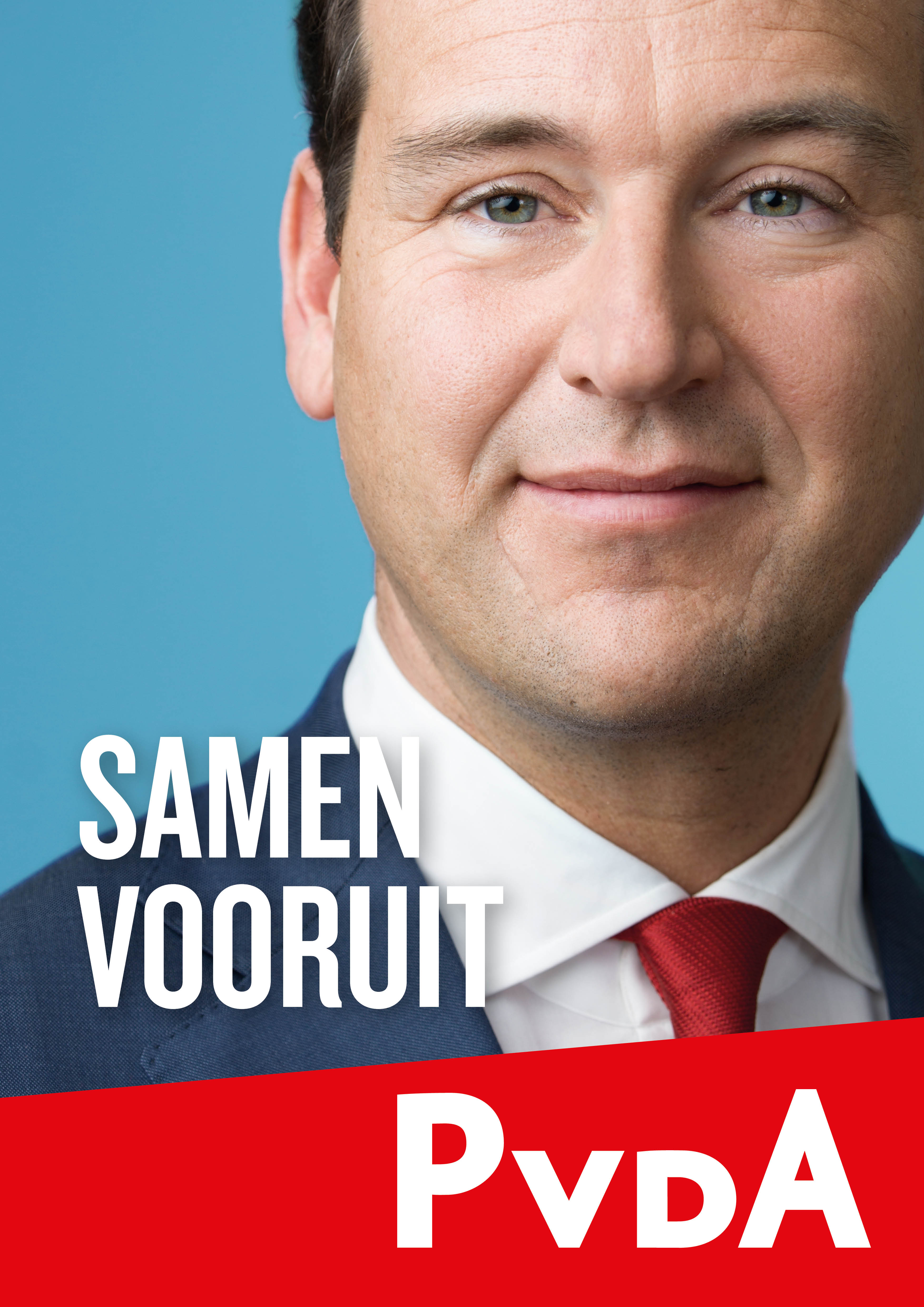
Együtt előre - Munkáspárt
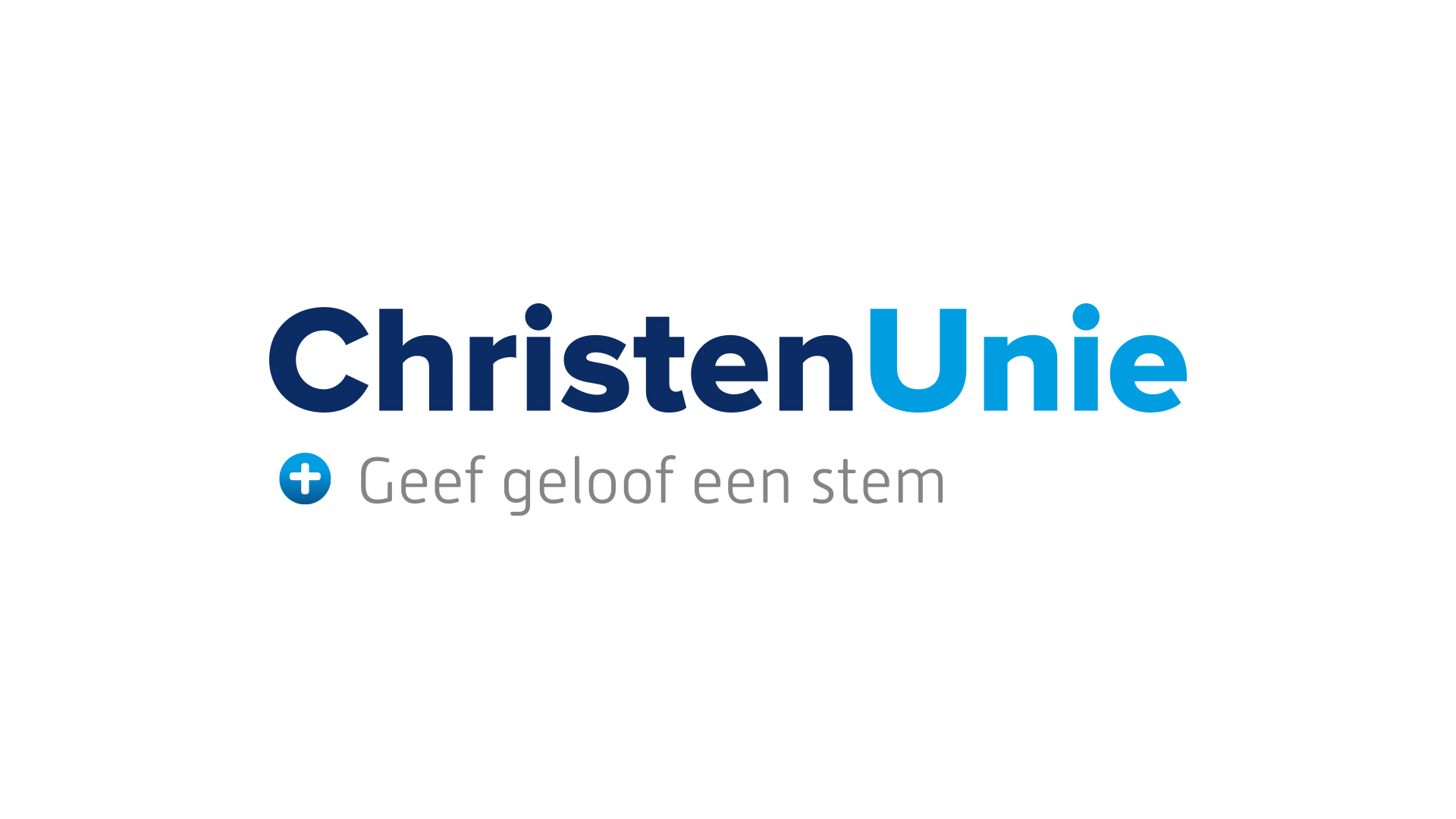
Adjon bizalmat egy szavazattal! - Keresztény Unió

## Közvéleménykutatások
A közvéleménykutatások szerint a választások előtt a VVD megelőzte a Szabadságpártot, amely az elmúlt években gyakran volt a legnépszerűbb párt Hollandiában. A harmadik helyre a kereszténydemokraták jöttek fel.

## Eredmények

A képviselőházi mandátumok száma és a körzetenkénti győztes pártok

| Párt neve | Megszerzett mandátumok | Megszerzett mandátumok |
| Párt neve | Összesen               | Összesen               |
| Párt neve | száma                  | aránya (%)             |
| --------- | ---------------------- | ---------------------- |
| VVD       | 33                     | 21,3                   |
| PVV       | 20                     | 13,3                   |
| CDA       | 19                     | 12,4                   |
| D66       | 19                     | 12,2                   |
| GL        | 14                     | 9,1                    |
| SP        | 14                     | 9,1                    |
| PvdA      | 9                      | 5,7                    |
| CU        | 5                      | 3,4                    |
| PvdD      | 5                      | 3,2                    |
| 50PLUS    | 4                      | 3,1                    |
| SGP       | 3                      | 2,1                    |
| Denk      | 3                      | 2,1                    |
| FvD       | 2                      | 1,8                    |
| Összesen  | 150                    | 100                    |

## Külső hivatkozások
- Hivatalos honlapja (hollandul)

## További olvasmány
- Orlow, Dietrich. Common Destiny: A Comparative History of the Dutch, French, and German Social Democratic Parties, 1945-1969 (2000) online

## Fordítás
Ez a szócikk részben vagy egészben  a   Dutch general election, 2017 című angol Wikipédia-szócikk ezen változatának fordításán alapul.  Az eredeti cikk szerkesztőit annak laptörténete sorolja fel. Ez a jelzés csupán a megfogalmazás eredetét és a szerzői jogokat jelzi, nem szolgál a cikkben szereplő információk forrásmegjelöléseként.